# Marofarihy
Marofarihy est une commune rurale malgache située dans la région de Fitovinany.